# Canon del budismo tibetano

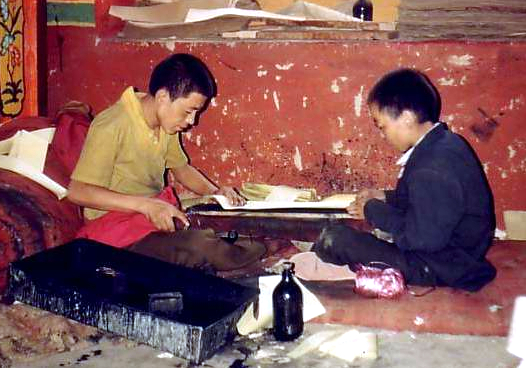
Jóvenes monjes imprimiendo escrituras. Monasterio de Sera, Tíbet. 1993.

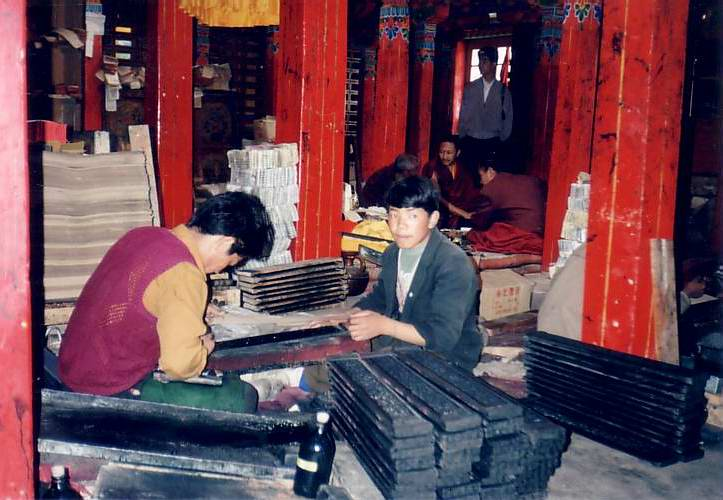
Imprimiendo escrituras. Monasterio de Sera.

El Canon del budismo tibetano es una lista de textos sagrados reconocidos por varias ramas del budismo tibetano.
Además de los textos sutrayana del budismo temprano (mayormente sarvastivada) y fuentes mahāyāna, también incluye textos tántricos.
El canon tibetano tuvo su compilación final en el siglo XIV, a  argo del monje Buton Rinchen (1290–1364). Los tibetanos no tenían un canon mahāyāna formalmente ordenado, así que idearon un esquema que dividía los textos en dos grandes categorías:
1. Kangyur (Wylie: bka'-'gyur) o "Palabras traducidas", son textos de los que se supone que fueron dichos por el mismo Buddha. Presumiblemente tienen un origen sánscrito, aunque en muchos casos los textos tibetanos fueron traducidos del chino u otros idiomas.[4]
2. Tengyur (Wylie: bstan-'gyur) o "Tratados traducidos", es la sección en la que están los comentarios, tratados y trabajos de abhidharma (mahayana y no-mahayana). El Tengyur contiene 3626 textos en 224 volúmenes.[4]

El Kangyur está dividido en secciones: Vinaya, Sutras de la Perfección(Paramita) de la Sabiduría, Avatamsaka, Ratnakuta y otros sutras (75% mahāyāna, 25% nikaya / agama o hinayana), y tantras.
No se sabe cuándo fue usado el término Kangyur por primera vez. En la época de Trisong Detsen (el sexto rey del Tíbet) ya existían colecciones de textos canónicos.
El número exacto de textos en el Kangyur no es fijo. Cada editor toma la responsabilidad de eliminar textos que considere no autécticos o de incluir nuevas traducciones. Actualmente existen aproximadamente 12 Kangyurs. Estos incluyen las versiones de Derge, Lhasa, Narthang, Cone, Pekín, Urga, Phudrak, y Stog Palace, cada uno nombrado respecto al lugar donde fue copiado o impreso en el caso de ediciones manuscritos. Además, algunos textos canónicos fueron encontrados en Tabo y Dunhuang que dan ejemplares más antiguos de textos encontrados en el Kangyur. La mayoría de las ediciones Kangyur todavía existentes parecen contener el llamado Viejo Narthang Kangyur, aunque las ediciones Phukdrak y Tawang están pensadas para mantenerse fuera de ese linaje. La genealogía del Kangyur ha sido bien investigada particularmente por Helmut Eimer y Paul Harrison.
- El Canon Budista Tibetano es una colección de traducciones de textos Budistas originarios de India.

Ya a partir del siglo séptimo, la literatura existente fue recopilada y catalogada de forma intermitente, la cual después se extendió, actualizado, clasificado, reorganizado y puesto en diferentes conjuntos de diferentes colecciones. Otra serie de trabajos de traducción se volvió a agrupar en dos grandes colecciones popularmente conocido como bka'-'gyur y bstan-'gyur, la traducción de los discursos de Buda y la traducción comentada de las obras, respectivamente.
- El catálogo tibetano más temprano fue introducido durante el período del 39 Rey Tibetano khri-lde srong-btsen, también conocido como sad-na legs-mjing-gyon (776-815), quien dictó decretos "requiriendo toda la traducción de obras existentes de origen indio en tibetano para ser catalogadas y sometidas a ser recurrentemente revisadas y para establecer las directrices de la terminología a fin de estandarizar todas las obras de traducción". Un equipo de investigadores indios y tibetanos se asignaron para este fin.

- Como un paso importante en este esfuerzo notable en la normalización de la literatura, el glosario bilingüe conocido como Mahavyutpatti (sgra-sbyor bam-po gnyis-pa) se realizó con éxito en el año del caballo tibetano año 814 A.D. Otro gran logro fue la catalogación de las colecciones disponibles en las bibliotecas reales de los tres famosos palacios del Tíbet, bajo la supervisión del famoso traductor Bande sKa-ba dpal-brtsegs, con la ayuda de sus colegas, Bande chos-kyi snying-po, Lo-tsa-wa Bande debendhara, Bande lhun-po and Bande klu’-dbang-po etc. La compilación de catalogación más temprana se registraron a partir del manuscrito de la colección real ubicado en el Palacio de pho-brang ‘phang-thang ka-med kyi gtsug-lag-kang en el año tibetano del perro, año 818 A.D. Este trabajo de catalogación se hizo famoso por el nombre del palacio y se conoce comodkar-chag phang-thang-ma. Poco después, dos catálogos más de las colecciones disponibles en otras dos bibliotecas reales-pho-brng bsam-yas mchims-phu-ma y PHO-brng stong-thang ldan-dkar fueron compilados y llegó a ser conocido como dkar-Jag mchims-Phu - ma y dkar-chag Idan-dkar-ma, respectivamente. dkar-chag Idan-dkar-ma fue compilado en el año tibetano del dragón, año 824 A.D.

- Entre estos tres catálogos, ldan-dkar-ma, incluido en el volumen Jo de sna-tsogs en sde-ge bka’-bstan, que generalmente se cree ser el único superviviente hasta ahora. Sin embargo, recientemente se ha descubierto un manuscrito de dkar-chag phang-thang-ma publicado desde el Tíbet. Contiene 961 títulos que figuran bajo 34 epígrafes con información adicional sobre el número de versos (soloka y bampo) que contiene en cada texto. El catálogo ldan-dkar-ma comprende 735 títulos y figuran en una categoría, de 27 encabezamientos de materia. Una característica única del catálogo tibetano es que, junto con la información sobre el material de origen de la traducción y la información bibliográfica, se da en las descripciones físicas, tales como el nos. de palabras, versos, canto (bampo) y páginas en cada uno de los contenidos textuales. Así, hoy tenemos un registro de 73 millones de palabras que figuran en la colección bka’-’gyur & bstan-’gyur. Según la última edición de Dharma Publication, la bKa’-‘gyur contiene 1.115 textos, repartidos en 65.420 folios tibetanos por valor de 450.000 líneas o 25 millones de palabras. Asimismo, el bsTan-'gyur contiene 3.387 textos utilizando 127.000 folios que asciende a 850.000 líneas y 48 millones de palabras. La suma total de ambas colecciones es de 4.502 textos en 73 millones de palabras. Al fijar bampo a los versos y las palabras de cada uno de los contenidos textuales, los trabajos individuales son interpolados. Esto fortaleció aún más la autenticidad de la literatura budista tibetana. Estos son los primeros catálogos tibetanos en tres versiones que fueron recopilados y publicados al principio del siglo IX por el gran sgra-sgyur gyi lo-tsa-wa Bande sKa-ba dpal-brtsegs y su equipo. El Tíbet, por lo tanto, se convierte en el primero en llevar a cabo el catálogo como inventario en la historia de la evolución del catálogo. Bande sKa-ba dpal-brtsegs es así, honrado como el pionero del sistema tibetano. Todos los compiladores del Canon Tibetano basan sus obras en gran medida en la creación de sKa-ba dpal-brtsegs.